# Pierre Barbier (politicus)
Pierre Alexandre Victor Barbier (Huningue, 14 mei 1800 - Parijs, 6 februari 1874) was een Frans hoog ambtenaar en politicus ten tijde van het Tweede Franse Keizerrijk.

## Biografie
Barbier werd geboren in Huningue, op het huidige drielandenpunt tussen Frankrijk, Duitsland en Zwitserland.
In 1861 werd hij directeur-generaal in de administratie van de indirecte belastingen. Hij zou deze functie blijven bekleden tot 1869.
Op 18 maart 1869 werd Barbier door keizer Napoleon III benoemd tot senator. Hij zou in de Senaat blijven zetelen tot de afkondiging van de Derde Franse Republiek op 4 september 1870.
Barbier was grootofficier in het Legioen van Eer.